# 旭山 (宮城県)
旭山（あさひやま）は、宮城県石巻市北村にある山である。朝日山の表記や、高地山、一の山の別名もある。山体は平野部の水田地帯の中に島のようにあって目立つ存在である。標高は174メートル。石巻市の市街地から北西に約12キロメートル、太平洋から北に約10キロメートルの位置にある。
山の頂は見晴らしの良い場所であり、松島や金華山、栗駒山、船形山、蔵王連峰を臨める。この場所の眺望の良さは江戸時代の史料にも見られ、仙台藩の地誌『封内風土記』に、朝日山（旭山）は深谷荘の最高峰で、川や海、山々を見渡せる佳境であると記述されている。この山頂付近は1940年（昭和15年）より県立自然公園旭山として宮城県に指定されている。公園としての指定面積は34ヘクタール。山頂は芝生に被われた広場であり、麓側には桜林がある。
旭山はかつて霊山として崇められており、山頂に朝日山計仙麻神社（あさひやまけせまじんじゃ）が鎮座している。平安時代の法典『延喜式』の神名帳のうち、牡鹿郡10座に計仙麻神社（けせまのじんじゃ）があり、朝日山計仙麻神社をこれと比定する説がある。また、『封内風土記』には「宝竜権現社、朝日山頂にあり」とも記述が見られる。